# No Use for a Name
No Use for a Name var ett amerikanskt poppunkband. Det grundades 1989 och spelade från början en blandning av metal och punkrock. Senare gick de över till ren punkrock för att efter hand gå över till mer melodisk poppunk. 
På bandets sista spelning sade de att det var den sista spelningen av NUFAN och att ingen av dem ville spela utan Tony.

## Medlemmar
- Tony Sly - sång, gitarr (avliden)
- Chris Rest - gitarr
- Matt Riddle - bas, sång
- Rory Koff - trummor

### Före detta medlemmar
- Dave Nassie - gitarr
- Chris Dodge - sång
- Steve Papoutsis - bas
- Robin Pfeffer - gitarr
- Ed Gregor - gitarr
- Chris Shiflett - gitarr, sång

## Diskografi
- You Bug Me (1989, 7")
- Let 'em Out (1990, 7")
- Incognito (1990)
- Don't Miss the Train (1992)
- The Daily Grind (1993)
- Leche Con Carne (1995)
- Making Friends (1997)
- More Betterness (1999)
- Live in a Dive (2001)
- Hard Rock Bottom (2002)
- Keep Them Confused (2005)
- All The Best Songs (2007)
- The Feel Good Record Of The Year (2008)

## Slys dödsfall
Den 1 augusti 2012 annonserade skivbolaget Fat Wreck Chords att Tony Sly var död. Han dog i sömnen den 31 juli.